# Красимир Стефанов (волейболист)
Вижте пояснителната страница за други личности с името Красимир Стефанов.
Красимир Стефанов е български волейболист.
Роден е в Пловдив на 27 декември 1977 г., висок е 202 см и тежи 91 kg. Играе на поста диагонал на разпределителя.
Състезавал се е за „Левски Сиконко“, „Ладимекс“ - Перник, Итас Дитак - Тренто, както и за „Славия“ - София и „Пирин“ - Разлог, „Зиратбанк“, Турция. Играе за КВК Габрово.